# Estrela peculiar
Em astrofísica, denominam-se estrelas peculiares ou estrelas quimicamente peculiares aquelas estrelas cuja abundância em metais é anómala, pelo menos nas suas camadas superficiais.
As estrelas quimicamente peculiares são frequentes entre as estrelas quentes da sequência principal, cujo interior produz a fusão nuclear de hidrogénio. Estas foram divididas em quatro classes principais com base em seus espectros:
- Estrelas pobres em hélio, que parecem ter menos hélio que o esperado.
- Estrelas de mercúrio-manganês (HgMn), com fortes linhas de absorção de manganês e mercúrio no seu espectro.
- Estrelas Ap, com campos magnéticos intensos e linhas de absorção fortes de silício, cromo, estrôncio, európio e outros.
- Estrelas com linhas metálicas (Am), com linhas fortes de certos metais e linhas débeis de cálcio e escândio.

Algumas estrelas apresentam características mistas de várias destas classes.
De modo geral, pensa-se que a peculiar composição química observada na superfície destas estrelas é causada por processos que tiveram lugar depois da formação da estrela, tais como a difusão ou efeitos magnéticos nas suas camadas externas.   Estes processos fazem com que alguns elementos se assentem nas camadas inferiores da atmosfera, enquanto que outros elementos ascendem desde o interior até à superfície, provocando as particularidades espectrais observadas. Supõe-se que o interior da estrela, assim como a estrela em seu conjunto, possui uma abundância química mais normal que reflecte a composição da nuvem de gás a partir da qual se formou.
Também existem estrelas peculiares frias, estrelas de tipo espectral G ou posterior, mas habitualmente estas estrelas não são da sequência principal. De modo geral, estas estrelas são identificadas pelo nome da sua classe ou alguma etiqueta específica adicional, ficando a frase quimicamente peculiar restringida aos membros de um dos tipos de estrelas quentes descritos acima.
Muitas das estrelas quimicamente peculiares frias são o resultado da mistura de produtos da fusão nuclear desde o interior até à superfície da estrela; estas incluem a maior parte das estrelas de carbono e estrelas do tipo S. Outras são o resultado de transferência de massa numa estrela binária; exemplos destas incluem as estrelas de bário e algumas estrelas do tipo S.